# 老松町 (名古屋市)
老松町（おいまつちょう）は、愛知県名古屋市中区の地名。

## 歴史

### 沿革
- 1909年（明治42年）10月1日 - 愛知郡千種町字狐塚の一部により老松町1丁目および4〜7丁目が、字西境の一部により老松町4丁目が、字下古井の一部により老松町8・9丁目が、愛知郡御器所村大字御器所字西古井田の一部により10・11丁目がそれぞれ成立する[1]。
- 1911年（明治44年）11月1日 - 春庵横町全域・白山町・東田町2丁目および同3丁目の各一部が1〜3丁目に編入される[1]。
- 1912年（明治45年）1月 - 名古屋織物整理合資会社が設立される[3]。
- 1944年（昭和19年）2月11日 - 栄区成立に伴い、1丁目〜3丁目が同区に編入される[1]。
- 1945年（昭和20年）11月3日 - 栄区廃止に伴い、1丁目〜3丁目が中区に再編入される[1]。
- 1977年（昭和52年）10月23日 - 新栄一丁目および同二丁目・千代田五丁目に編入され廃止[2]。

## 出身者
- 舘ひろし (俳優)
- 吉沢義則（学者・歌人）[4]

### WEB
1. ↑  総務省総合通信基盤局電気通信事業部電気通信技術システム課番号企画室 (2014年4月3日). “市外局番の一覧” (PDF).   総務省. p. 7. 2015年5月23日閲覧。
2. ↑  “管轄区域”.   愛知県自動車会議所. 2021年9月23日閲覧。

### 書籍
1. 1 2 3 4 5  福岡清彦 1976, p. 1.
2. 1 2  名古屋市計画局 1992, pp. 785–786.
3. ↑  名古屋市会事務局 1961, p. 398.
4. ↑  内外アソシエーツ 2020, p. 1359.